# Forma quadrática
Em matemática, uma forma quadrática é um polinômio homogêneo de grau dois em suas variáveis. Por exemplo,
{\displaystyle 4x^{2}+2xy-3y^{2}\,\!}
é uma forma quadrática nas variáveis x e y.
Formas quadráticas ocupam um lugar central em vários ramos da matemática, incluindo teoria dos números, álgebra linear, teoria dos grupos (grupo ortogonal), geometria diferencial, topologia diferencial e teoria de Lie.
Formas quadráticas são polinômios quadráticos homogêneos em n variáveis. No caso de uma, duas e três variáveis são denominadas unária, binária e ternária e apresentam-se nas seguintes formas explícitas:
- unária: {\displaystyle q(x)=ax^{2}\!}
- binária: {\displaystyle q(x,y)=ax^{2}+bxy+cy^{2}\!}
- ternária: {\displaystyle q(x,y,z)=ax^{2}+by^{2}+cz^{2}+dxy+exz+fyz\!},

nas quais a,…,f são coeficientes. Notar que funções quadráticas, tais como ax2+bx+c no caso de uma única variável, não são formas quadráticas, pois não são homogêneas (a não ser que b e c sejam ambos 0).